# Север (Моимента-да-Бейра)
Север (порт. Sever) — район (фрегезия) в Португалии, входит в округ Визеу. Является составной частью муниципалитета Моимента-да-Бейра. Находится в составе крупной городской агломерации Большое Визеу. По старому административному делению входил в провинцию Бейра-Алта. Входит в экономико-статистический субрегион Доуру, который входит в Северный регион. Население составляет 603 человека на 2001 год. Занимает площадь 12,52 км².
Покровителем района считается Дева Мария (порт. Maria).